# Chippewa Falls, Wisconsin
Chippewa Falls là một thành phố thuộc quận Chippewa, tiểu bang Wisconsin, Hoa Kỳ. Năm 2000, dân số của thành phố này là 12925 người.